# Boxa als Jocs Olímpics d'estiu de 1952
En els Jocs Olímpics d'Estiu de 1952 celebrats a la ciutat de Hèlsinki (Finlàndia) es disputaren 10 proves de boxa, totes elles en categoria masculina i dues més que en els anteriors Jocs. La competició se celebrà al Töölö Sports Hall de la capital finlandesa.

## Resum de medalles
| Prova     | Or                  | Argent                | Bronze                             |
| - 51 kg   | Nate Brooks         | Edgar Basel           | Willie Toweel Anatoli Bulakov      |
| - 54 kg   | Pentti Hämäläinen   | John McNally          | Kang Joon-Ho Guennadi Gàrbuzov     |
| - 57 kg   | Ján Zachara         | Sergio Caprari        | Joseph Ventaja Leonard Leisching   |
| - 60 kg   | Aureliano Bolognesi | Aleksy Antkiewicz     | Erkki Pakkanen Gheorghe Fiat       |
| - 63.5 kg | Charles Adkins      | Viktor Mednov         | Erkki Mallenius Bruno Visintin     |
| - 67 kg   | Zygmunt Chychla     | Sergei Scherbakov     | Günther Heidemann Victor Jörgensen |
| - 71 kg   | László Papp         | Theunis van Schalkwyk | Eladio Herrera Boris Tishin        |
| - 75 kg   | Floyd Patterson     | Vasile Tiţǎ           | Boris Nikolov Stig Sjölin          |
| - 81 kg   | Norvel Lee          | Antonio Pacenza       | Harri Siljander Anatoly Perov      |
| + 81 kg   | Ed Sanders          | Ingemar Johansson     | Ilkka Koski Andries Nieman         |

## Medaller
| Posició | País           | Or | Argent | Bronze | Total |
| 1       | Estats Units   | 5  | 0      | 0      | 5     |
| 2       | Itàlia         | 1  | 1      | 1      | 3     |
| 3       | Polònia        | 1  | 1      | 0      | 2     |
| 4       | Finlàndia      | 1  | 0      | 4      | 5     |
| 5       | Hongria        | 1  | 0      | 0      | 1     |
| 5       | Txecoslovàquia | 1  | 0      | 0      | 1     |
| 7       | Unió Soviètica | 0  | 2      | 4      | 6     |
| 8       | Sud-àfrica     | 0  | 1      | 3      | 0     |
| 9       | Alemanya       | 0  | 1      | 1      | 2     |
| 9       | Argentina      | 0  | 1      | 1      | 2     |
| 9       | Romania        | 0  | 1      | 1      | 2     |
| 9       | Suècia         | 0  | 1      | 1      | 2     |
| 13      | Irlanda        | 0  | 1      | 0      | 0     |
| 14      | Bulgària       | 0  | 0      | 1      | 1     |
| 14      | Corea del Sud  | 0  | 0      | 1      | 1     |
| 14      | Dinamarca      | 0  | 0      | 1      | 1     |
| 14      | França         | 0  | 0      | 1      | 1     |